# Juliaca
Juliaca ist eine Stadt im Süden des südamerikanischen Anden-Staates Peru mit 217.743 Einwohnern. Sie ist die größte Stadt und die Hauptstadt der Provinz San Román innerhalb der Region Puno. Die Stadt liegt im gleichnamigen Distrikt auf einer Höhe von 3825 m, 24 km westlich des Titicacasees auf dem Altiplano, einer abflusslosen ariden Hochebene. Der Río Coata, ein Zufluss des Titicacasees, verläuft entlang der nördlichen und östlichen Stadtgrenze.

## Geschichte
Die Gegend um die heutige Stadt Juliaca war von etwa 500 v. Chr. bis etwa 300 n. Chr. von der Pukara-Kultur geprägt, bis etwa 1200 n. Chr. gehörte sie zum Tiwanaku-Staat. Danach siedelten dort die Kolla. Sie wurden in der Mitte des 15. Jahrhunderts von Pachacútec Yupanqui unterworfen und in das Inkareich einverleibt.

### Spanische Kolonialzeit
Nach der Eroberung von Cusco durch die Spanier 1533 geriet auch Hullaqa (auch Xullaka geschrieben), so der Quechua-Name der Siedlung, unter spanischer Herrschaft. 1565 wurde Juliaca, so die spanische Ortsnamensschreibung, als ein Repartimiento konstituiert. Ab 1649 wurde die Kirche Santa Catalina gebaut, die Pfarrei Juliaca war seit 1630 den Jesuiten anvertraut.

### 19. Jahrhundert
Juliaca blieb ein Dorf, bis der Bau der Peruanischen Südbahn 1873 Juliaca erreichte. Die Strecke wurde 1876 eröffnet. Im Salpeterkrieg nahmen chilenische Truppen 1883 Juliaca kampflos ein. 1891 wurde die Bahnstrecke von Juliaca nach Sicuani fertiggestellt. Juliaca entwickelte sich zu einem Marktort.

### 20. und 21. Jahrhundert
Die Einwohnerzahl wuchs, 1917 hatte die Kleinstadt bereits rund 3000 Bewohner. 1908 erhielt Juliaca das Stadtrecht. 1925 wurde die erste weiterführende Schule eröffnet. 1926 wurde Juliaca zur Hauptstadt der damals errichteten Provinz San Román. Die ersten Fabriken entstanden, unter anderem ein Schuhfabrik. Zwischen 1940 und 1960 verfünffachte sich die Einwohnerzahl vor allem durch Zuwanderung aus den Dörfern und Weilern im weiteren Umkreis.
Die städtische Infrastruktur kam dem Bevölkerungswachstum nicht nach, die Zuwanderer in den Elendssiedlungen am Stadtrand lebten unter erbärmlichen Bedingungen. Bei Kundgebungen Ende Oktober 1965 verlangten sie ein Ende der Vernachlässigung ihrer Stadt durch die Behörden des Departamento Puno und unter anderem die Verbesserung der Trinkwasserversorgung sowie den Bau von Abwasserleitungen, eines Krankenhauses und eines Schlachthofes. Schließlich wurde für den 4. November 1965 ein Generalstreik ausgerufen. An diesem Tag gingen Soldaten mit äußerster Härte gegen Demonstranten vor und töteten vier von ihnen. Sie sind in Juliaca seither als die „Märtyrer des 4. November“ bekannt.
1986 wurde ein Flughafen eröffnet. Seit der ersten Januarwoche 2023 versuchten Demonstranten, die gegen die Amtsenthebung von Präsident Pedro Castillo protestierten, den Flughafen zu besetzen. Dabei wurden am 9. Januar 2023 einige von ihnen getötet.

## Klima
Die Stadt trägt aufgrund der freien Lage auf der Hochebene den Namen Ciudad de Los Vientos („Stadt des Windes“). Vor allem im Winter bekommen Einheimische und Besucher den eiskalten Wind zu spüren.

## Wirtschaft
Die Stadt ist überregional bekannt für ihre Textilprodukte und trägt deshalb auch den Namen Ciudad Calcetera („Stadt der Stricker“).

## Verkehr

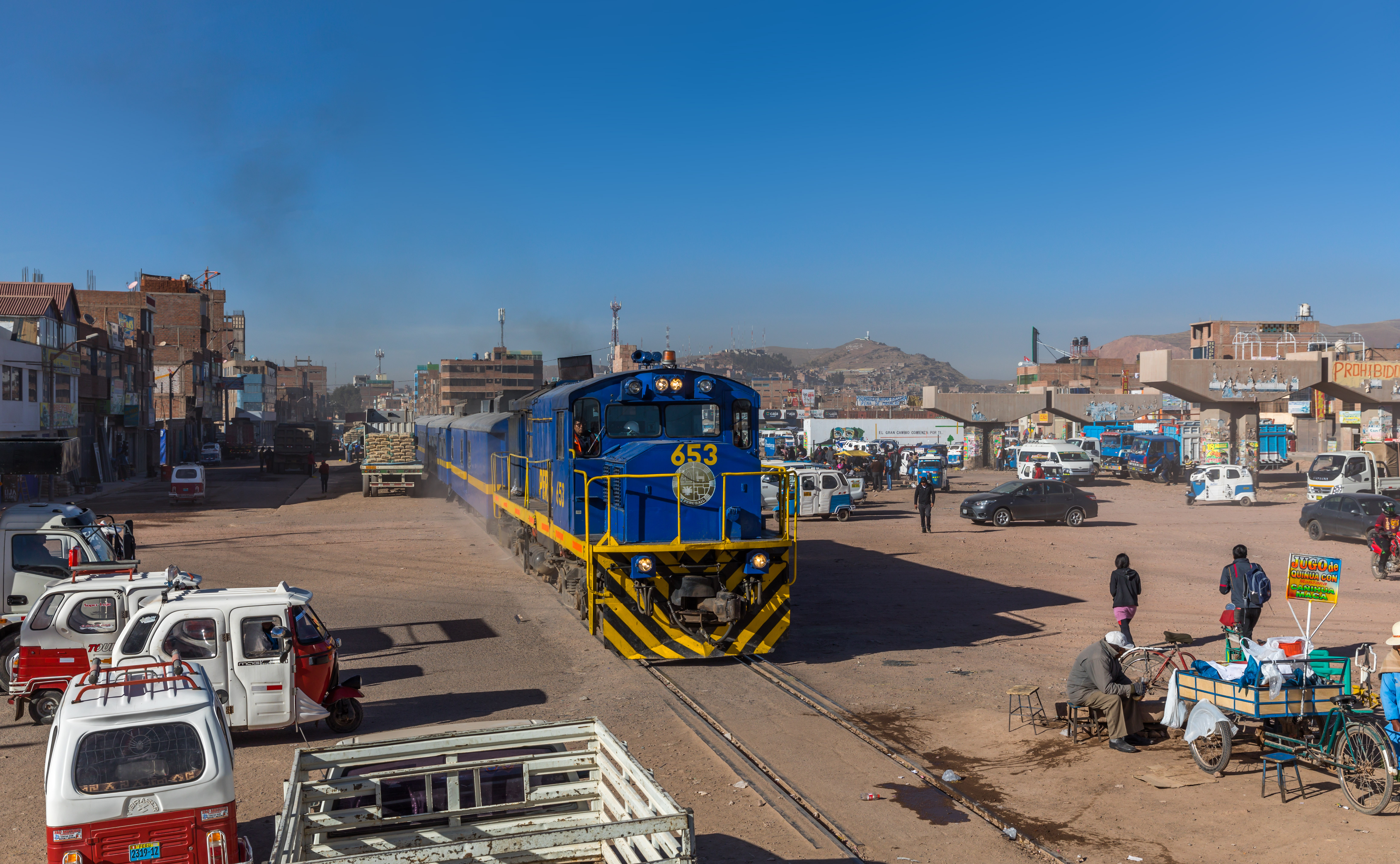
Einfahrt eines Zuges in Juliaca

Juliaca verfügt mit dem Inca Manco Capac International Airport über den einzigen Flughafen in der Provinz.
Im Bahnhof von Juliaca treffen die vom Pazifik kommende Bahnstrecke Mollendo–Juliaca (hier 1876 eröffnet) und die aus dem Hochland kommende und an den Titicacasee weiter führende Bahnstrecke Cusco–Puno (seit 1908 durchgehend befahrbar) aufeinander.